# Vasili Aksiónov
Vasili Pávlovich Aksiónov (en ruso: Василий Павлович Аксёнов); 20 de agosto de 1932 en Kazán, URSS - 6 de julio de 2009 en Moscú) fue un prolífico novelista ruso contemporáneo. Comenzó su carrera literaria en la era de la Unión Soviética.

## Biografía
Sus padres fueron Pável Aksiónov y Eugenia Ginzburg; esta última fue una periodista destacada y educadora; su padre era funcionario de la administración local. En 1937, ambos fueron detenidos y falsamente acusados de tener conexiones con los trotskistas; fueron sentenciados a 10 y 15 años de labores forzadas, respectivamente. El NKVD detuvo también a Vasili por ser hijo de los "enemigos del pueblo", es decir un familiar de traidores a la Patria, y fue enviado a un orfanato, impidiendo que sus abuelos lo tomaran bajo su cuidado. Después de buscarlo durante un tiempo, en 1938 su tío Andreyán Aksiónov lo encontró en un orfanato en Kostromá y lo llevó a vivir con su familia paterna hasta 1948, cuando se cumplió la sentencia de su madre.
Al reiniciar su vida en libertad, pero obligada a permanecer desterrada en Magadán durante 5 años más, Eugenia Ginzburg logró obtener un permiso para que su hijo viviera con ella en Magadán, Kolymá. Ese encuentro lo describió ella en su autobiografía "Krutói marshrut" (Крутой маршрут - Duro viaje, publicado en inglés con el título Journey into the Whirlwind - Viaje hacia el torbellino). Vasili completó su educación escolar en Magadán y, en 1950, tomó la decisión de estudiar medicina aconsejado por su madre que, por experiencia propia, sabía que los médicos en el GULAG tenían más posibilidades de salvarse.
En 1956, se graduó de la Escuela de Medicina de Leningrado. Por tres años ejerció como médico en diferentes hospitales y, desde 1960, ejerce como escritor profesional. En la década de 1960, publicó una colección de historias y novelas cortas, algunas de las cuales fueron adaptadas para el cine. Durante la misma década, trabajó como miembro de la revista literaria "Yúnost" (Юность - Juventud) y publicó varias novelas, así como también escribió una obra de teatro y algunos libros para adolescentes. Estos libros tuvieron una gran aceptación entre los lectores jóvenes, por su intrigante mezcla de aventuras e historias detectivescas. Aksiónov escribió la obra Vsegdá v prodazhe (Всегда в продаже – Siempre a la venta) en 1965, la cual fue puesta en escena en uno de los teatros más destacados de Moscú, el Sovreménnik. Su novela corta (póvest) Kolegui (Коллеги - Colegas) fue adaptada al cine en 1963, mientras que, en 1972, escribió la novela experimental V póiskaj zhanra (В поисках жанра - En busca de un género) y una parodia de la novela de espías Dzhin Grin – Neprikasáemy (Джин Грин – неприкасаемый – Jean Green, el intocable), con O. Gorchakov y G. Pozhenyán. Cuatro años más tarde tradujo al ruso la obra Ragtime, de E. L. Doctorow.
En la década de 1970, comenzó a experimentar algunas dificultades en la publicación de sus novelas, ya que la distensión de la década anterior se había terminado. Sus novelas Ozhog (Ожог - La quemadura, 1975) y Óstrov Krym (Остров Крым - La isla de Crimea, 1979) fueron censuradas y, por ello, no fueron publicadas. “Ozhog” trata sobre el destino de los intelectuales rusos en los torbellinos de la época mientras que “Óstrov Krym” es una obra del género de historia alternativa que representa a la Crimea moderna como el último reducto del Ejército Blanco, un estado independiente contra el resto de la URSS donde ha vencido el socialismo de Stalin. Entre 1977-1978, sus novelas comenzaron a traducirse en el extranjero, principalmente en los EE. UU.
El 22 de julio de 1980, Vasili Aksiónov emigró a los Estados Unidos y fue anticonstitucionalmente despojado de la ciudadanía soviética. Impartió literatura rusa en el Institute for Advanced Study (1981-1982), Universidad George Washington (1982-1983), Goucher College (1983-1988), George Mason University en Fairfax, Virginia (1988-presente).  
En 1990, recuperó la ciudadanía soviética. Entre 1980-1991, trabajó con Voice of America y Radio Svoboda (Radio Liberty). Adicionalmente, ha estado escribiendo crítica literaria en inglés. 
En los EE. UU., Vasili Aksiónov es Honorary Doctor of Humane Letters. Así mismo es miembro del PEN Club y del Authors Guild.
En 2004, publica su novela “Volteriantsy i volterianki“ ("Вольтерьянцы и вольтерьянки" - Volterianos y volterianas, 2004) donde se exploran los problemas de los límites entre la autonomía y la libertad y la cual ganó el Premio Booker ruso.
Asimismo, en 2004 su trilogía "Una saga moscovita" fue llevada al cine en Rusia y proyectada en uno de los dos canales federales. En el verano de 2006-2007, su novela "Rédkie zemli" (Редкие земли - Tierras raras, 2007) fue nominada para el premio nacional de literatura “Bolsháya kniga” (Premio Gran Libro), pero ni siquiera llegó a la preselección de candidatos.
En 2005, fue galardonado con la Orden de las Artes y las Letras, uno de los premios más importantes en la Francia moderna.
En 2007, el Ayuntamiento de Kazán instaló el museo dedicado al escritor en la casa en que Vasili Aksiónov había nacido y vivido en los años 30 del siglo pasado. A la vuelta del exilio, Aksiónov vivía en un apartamento en Moscú con su mujer, Maya Afanásievna (de soltera - Zmeul, en el primer matrimonio - Karmén), y tenía una segunda residencia en Biarritz, Francia. 
Murió el 6 de julio de 2008 en Moscú. Y fue enterrado en el cementerio Vagánkovo de dicha ciudad. Las aficiones de Aksiónov eran la música jazz, jogging y el baloncesto. Le interesaba la historia del siglo XVIII y los veleros.
En Rusia, las opiniones sobre su trabajo divergen: algunos críticos y lectores creen que sus novelas son antitotalitarias y honestas, otros creen que fue un escritor antisoviético y parcial. Sus temas principales son los destinos de los pensadores en una sociedad totalitaria, las limitaciones de autonomía y libertad, moralidad y ética en la sociedad. Habitualmente recurría a métodos de escritura surrealistas y absurdos.

## Obra

### Novelas
- Zvyozdny bilet (Звёздный билет - Billete para las estrellas, 1961)
- Porá, moy drug, porá (Пора, мой друг, пора - Es la hora, amigo, es la hora, 1964)
- Zhal, chto vas ne bylo s nami (Жаль, что вас не было с нами - Es una pena que no estuvierais con nosotros, 1964-65)
- Stalnaya ptitsa (Стальная птица – Pájaro de acero, 1968)
- Lyubov k elektríchestvu (Любовь к электричеству – Amor por la electricidad, 1969)
- Moy dédushka - pámyatnik (Мой дедушка - памятник - Mi abuelo es un monumento) (1970) (para adolescentes)
- Sunduchok, v kotórom chto-to stuchit (Сундучок, в котором что-то стучит - Un pequeño baul donde algo late) (1972) (para adolescentes)
- V póiskaj zhanra (В поисках жанра - En busca de un género, 1972)
- Dzhin Grin – Neprikasáemy (Джин Грин – неприкасаемый – Jean Green, el Intocable, 1972) en colaboración con O.Gorchakov y G.Pozhenyán
- Zolotaya nasha Zhelezka (Золотая наша Железка – Nuestro pedazo de hierro dorado, 1973 escrita en, 1980 publicada en USA)
- Ozhog (Ожог - La Quemadura, 1975)
- Óstrov Krym (Остров Крым - La Isla de Crimea, 1979)
- Bumazhny peizazh (Бумажный пейзаж – Paisaje de papel, 1982)
- Skazhí izyum (Скажи изюм - Di pasa,[3]1985)
- V póiskaj grústnogo bebi (В поисках грустного бэби - In Search of Melancholy Baby, 1987)
- Yolk of the Egg (escrito en inglés, Yema del huevo 1989)
- Moskóvskaya saga (Московская сага –“Una saga moscovita”, 1989, 1991, 1993), Una trilogía donde se muestra la historia de una familia en la Rusia Soviética en el siglo XX.
- Una saga moscovita , traducido del ruso por Marta Rebón, editorial La otra orilla, 2010.
- Novy sládostny stil (Новый сладостный стиль - El nuevo estilo dulce, 1998)
- Késarevo svechenie (Кесарево свечение – Resplandor cesariano, 2000)
- Volteryantsy i volteryanki (Вольтерьянцы и вольтерьянки - Volterianos y voltrerianas, 2004 - ganó el Premio Booker ruso
- Moskvá-kva-kva (Москва-Ква-Ква - Moscú-ku-ku, 2006)
- Rédkie zemli (Редкие земли - Tierras raras, 2007).
- Taínstvennaya strast [Tаинственная страсть - Pasión misteriosa, 2009).

### Novelas cortas
- Kolegui (Коллеги – Colegas, 1959)
- Apelsiny iz Marokko ("Апельсины из Марокко" - Naranjas de Marruecos, 1963)
- Zatovárennaya bochkotara  ("Затоваренная бочкотара" - Excedente de toneles, 1968)
- Krúglye sutki non-stop (Круглые сутки нон-стоп – Veinticuatro horas sin parar, 1976)
- Sviyazhsk (Свияжск – Sviyazhsk, 1990)
- Randevú (Рандеву - Cita, 1992)

### Recopilación de historias
- Katapulta (Катапульта – Catapulta, 1964)
- Na polputí k Luné (На полпути к Луне – A mitad de camino de la Luna, 1966)
- Pravo na óstrov (Право на остров - El derecho a una isla, 1981),
- Negativ polozhítelnogo gueroya (Негатив положительного героя – Negative of a positive character, 1995)
- Lógovo lva (Логово льва - El cubil del león, 2009 (publicada a título póstumo))

### Memorias
- Zenitsa oka (Зеница ока – La pupila del ojo, 2005)

### Obras de teatro
- Vsegdá v prodazhe (Всегда в продаже – Siempre en venta, 1965)
- Tvoy ubíytsa (Твой убийца – Tu asesino, 1966)
- Chetyre temperámenta (Четыре темперамента – Cuatro temperamentos, 1968)
- Aristofaniana s lyagúshkami (Аристофаниана с лягушками – Aristophaniana con ranas, 1968)
- Tsaplya (Цапля - Garza, 1980)
- Gore, gore, goret (Горе, горе, гореть - Grief, grief, burn 1998)
- Avrora Gorénina (Аврора Горенина – Aurora Gorénina, 1999)
- Ah, Artur Schopenhauer (Ах, Артур Шопенгауэр – Ah, Arthur Schopenhauer, 2000)

### Guiones cinematográficos
- Kogdá razvódyat mostý (Когда разводят мосты - Cuando abren los puentes, 1961)
- Moy mladshi brat (Мой младший брат - Mi hermano pequeño, 1962)
- Mrámorny dom (Мраморный дом - La casa de mármol, 1973)
- Tsentrovói (Центровой - A Pivot from the Skies, 1976)
- Poka bezúmstvuet mechtá (Пока безумствует мечта - While the Dream Is Raving, 1980)

## Adaptaciones cinematográficas
- http://www.imdb.com/name/nm0015579/ - todas las películas basadas en sus obras